# 拉法埃洛·甘比诺
拉法埃洛·甘比诺（義大利語：Raffaello Gambino，1928年4月18日—1989年8月26日），意大利前男子水球运动员。他曾代表意大利国家队参加1952年夏季奥林匹克运动会水球比赛，获得铜牌。